# Korina Sanchez
Korina Sanchez (née le 21 octobre 1964), de son nom complet Korina Maria Baluyot Sanchez-Roxas, est une journaliste de télévision philippine. À partir de 2004, elle anime l'émission télévisée Rated Korina (en) sur ABS-CBN.

## Biographie
Korina Sanchez étudie au lycée Saint Theresa's College of Quezon City (en). Elle obtient ensuite une licence en communication de Miriam College (en), puis un master de journalisme en 2016 à l'université Ateneo de Manila,.
À partir de 2004, elle anime l'émission télévisée Rated K, renommée en 2020 Rated Korina (en), sur ABS-CBN. Elle anime une émission de radio du même nom sur DZMM TeleRadyo. En 2013, elle affirme dans cette émission que Anderson Cooper, qui couvre le yyphon Haiyan depuis Tacloban, ne sait pas de quoi il parle,,. Cooper l'invite à le rejoindre sur place pour vérifier ce qu'il dit,./
Le 27 octobre 2009, Sanchez épouse Mar Roxas à Quezon City.
Sanchez married Mar Roxas on October 27, 2009, in Quezon City. On February 12, 2019, her twin children with spouse, Mar Roxas, Pepe and Pilar were born via gestational surrogacy in the United States,,.
Le 3 décembre 2014, alors qu'elle présente les informations sur TV Patrol, elle dit espérer que le typhon Hagupit touchera le Japon plutôt que les Philippines. Six semaines après avoir tenu ces propos, elle est poussée à démissionner de son émission de radio.
En 2016, alors que Mar Roxas est candidat à l'élection présidentielle philippine de 2016, Sanchez veut obtenir le vote LGBT et organise un concert de soutien aux personnes LGBT au Smart Araneta Coliseum, dont la famille de Roxas est propriétaire. Le concert est accompagné d'un salon de l'emploi, mais ne parle pas des droits LGBT aux Philippines et Roxas n'exprime pas de soutien à la communauté LGBT, attirant des critiques.
Le 12 février 2019, Sanchez et Roxas ont des jumeaux, Pepe et Pilar, nés par Gestation pour autrui aux États-Unis,.